# Ісаєв Микола Семенович
Микола Семенович Ісаєв (рос. Николай Семёнович Исаев; нар. 6 травня 1912, с. Слюніно, Ямська волость, Рязанський повіт, Рязанська губернія, Російська імперія — пом. 7 січня 1950, Свердловськ, РРФСР) — радянський футболіст (фланговий нападник) та хокеїст.

## Життєпис
Вихованець дворового футболу. За свою кар'єру виступав в радянських командах «Буревісник» (Москва), ЦБЧА, «Спартак» (Москва), «Стахановець» (Сталіно) та «Крила Рад» (Москва). Чемпіон СРСР з футболу 1938 року.
Також виступав у змаганнях з хокею з м'ячем, у 1940 і 1941 роках ставав фіналістом Кубка СРСР.
З 1947 року брав участь у змаганнях з хокею зі шайбою, грав на позиції воротаря. У 1947-1948 роках виступав за московський «Спартак», а в 1948-1950 роках — за команду ВПС МВО. Зіграв понад 25 матчів, ставав срібним призером чемпіонатів СРСР 1947 і 1948 років.
Загинув в авіакатастрофі в складі хокейної команди ВПС.